# کرومفورد
latitudeکرومفوردlongitudeکرومفورد
کرومفورد (به انگلیسی: Cromford) یک روستا در بریتانیا است که در دربی‌شر واقع شده‌است.
این روستا به دلیل ساخته شدن اولین شهرک کارگری انگلستان در قرن ۱۸ میلادی به واسطه صنعت نساجی در این منطقه و ثبت آثار آن در میراث جهانی یونسکو شناخته میشود.

## نگارخانه

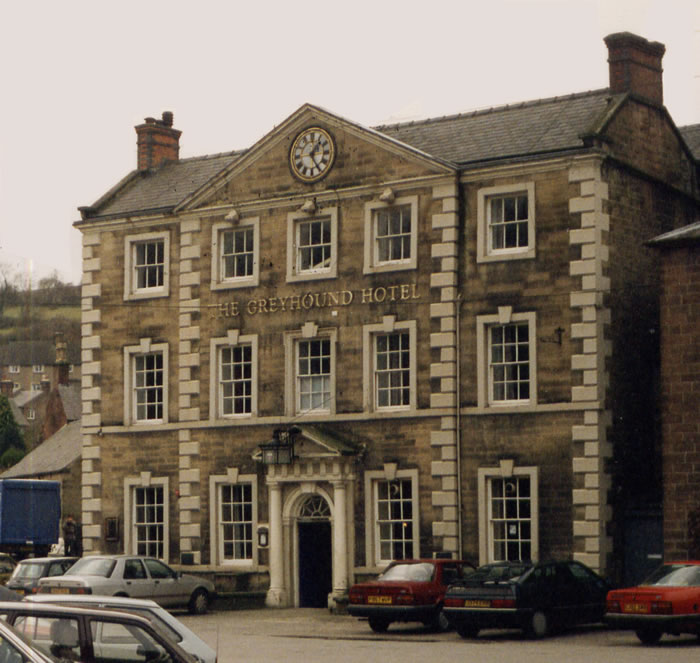
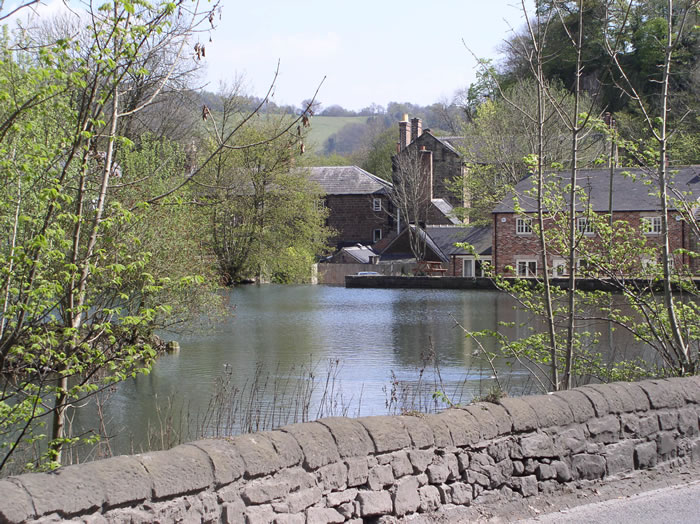
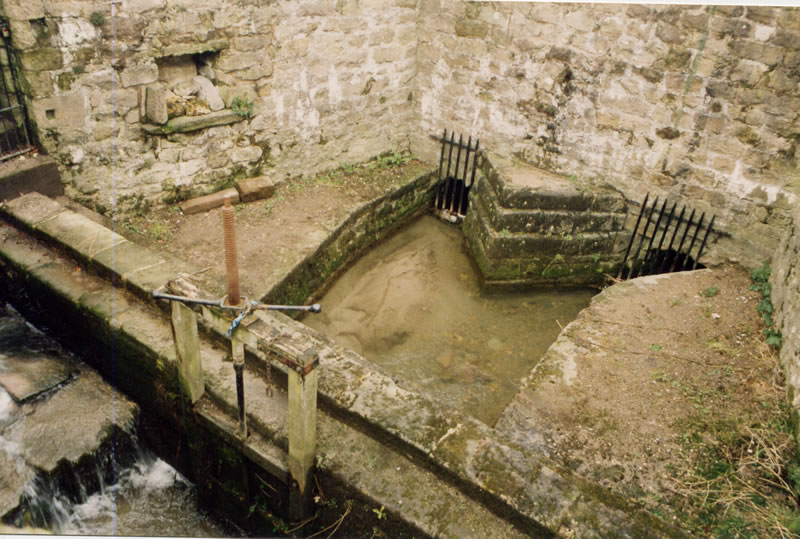
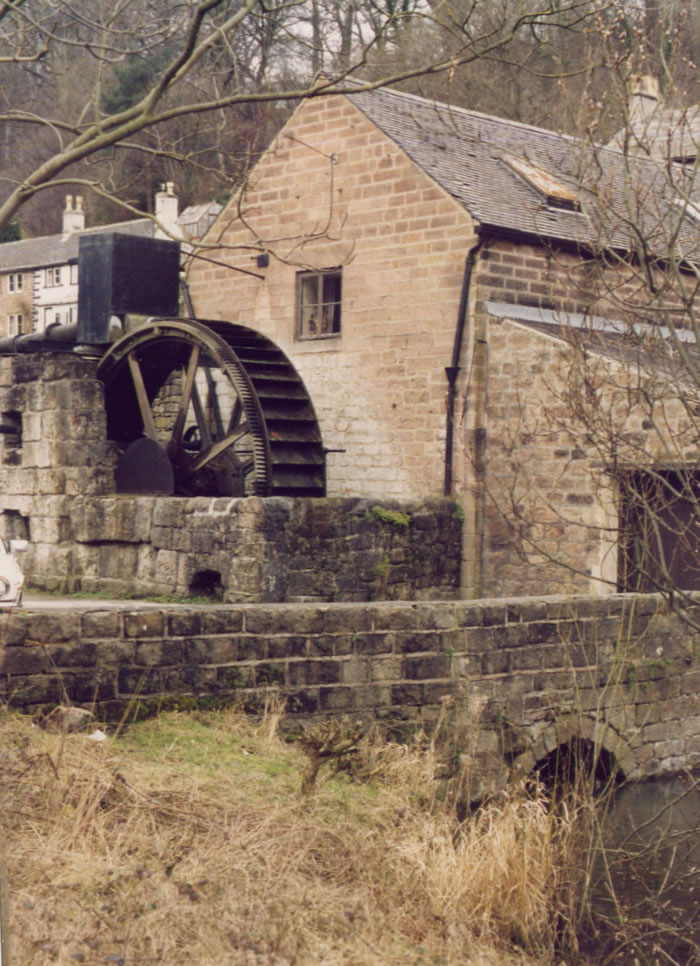

## خصوصیات
کرومفورد ۱٬۴۳۳ نفر جمعیت دارد.